# Tragédia da rua Doutor Januzzi, 13
A tragédia da Rua Dr. Januzzi, 13 é como ficou conhecido um caso criminal ocorrido no Rio de Janeiro na década de 1910.

## História

### Crime
Em meados de 1914, a esposa do tenente Paulo Nascimento, Edina, foi encontrada morta com um tiro na cabeça na residência do casal na rua Dr. Januzzi, n° 13, após descobrir que o marido a traía com sua própria irmã, Albertina. A princípio não foi possível estabelecer se foi suicídio ou assassinato; Albertina foi confinada então ao Asylo Bom Pastor, um internato para jovens, enquanto Paulo foi detido pela polícia.
Pouco depois, um novo fato mudou o rumo das investigações, com a descoberta de um bilhete de despedida supostamente escrito por Edina. Paulo foi liberado pela Justiça para ser julgado em liberdade e imediatamente se pôs também tentar tirar a amante do asilo, com quem fugiu e posteriormente se casou, o que aumentou as suspeitas em torno da dupla.
O crime ganhou amplo destaque na imprensa da época, tornando-se conhecido como "A tragédia da Rua Dr. Januzzi, 13".

### Investigação jornalística
Como se a comoção geral em torno do caso não fosse suficiente, a repórter do jornal A Rua, Eugênia Brandão, em si polêmica por exercer uma profissão até então predominantemente masculina, anunciou que se retiraria da vida pública para se internar no Asylo Bom Pastor. Os leitores se puseram então a acompanhar com interesse o mistério daquela "aposentadoria" prematura, até o jornal revelar que o ato na verdade fora um estratagema da repórter para tentar entrevistar Albertina e descobrir com outras internas se ela deixara escapar algum detalhe sobre seu envolvimento com o crime da rua Januzzi.
Não conseguiu nada de significativo, mas percebeu ali a oportunidade de relatar o cotidiano restritivo da clausura. A série resultante de reportagens, publicada em capítulos durante cinco dias seguidos, conquistou um grande número de leitores, rendendo à sua autora o reconhecimento dos colegas, dos jornais concorrentes e do público, que passou a defini-la como a "a primeira repórter do Brasil".